# Trithuria
Trithuria je jediný rod čeledi Hydatellaceae vodních rostlin příbuzných s lekníny, náležející do řádu leknínotvaré (Nymphaeales). Jsou to nenápadné drobné byliny s bezobalnými květy a šídlovitými listy v růžici. Vyskytují se v počtu asi 10 druhů v Indii, Austrálii, na Tasmánii a Novém Zélandu. Až do roku 2009 byly řazeny mezi jednoděložné rostliny.

## Popis
Zástupci rodu Trithuria jsou jednoleté nebo vytrvalé drobné vodní byliny s úzkými trávovitými listy nahloučenými do růžice. Listy jsou pod vodou nebo vynořené, jednožilné. Květy jsou bezobalné, drobné, nahloučené v hlávkách, pouze s 1 tyčinkou a 1 svrchním pestíkem. Plody jsou nepukavé.

## Rozšíření
Rod Trithuria zahrnuje 10 až 12 druhů s rozšířením v Indii, Austrálii, Tasmánii a Novém Zélandu.

## Taxonomie
Čeleď Hydatellaceae byla v minulosti omylem řazena mezi jednoděložné rostliny. Rostliny jsou velmi podobné zástupcům čeledi Centrolepidaceae a v minulosti byly do této čeledi zařazovány. V Cronquistově, Dahlgrenově i Tachtadžjanově systému byla čeleď Hydatellaceae řazena v rámci jednoděložných do samostatného řádu Hydatellales. V systému APG byla řazena do řádu lipnicotvaré (Poales) a až v systému APG III z roku 2009 na základě nejnovějších výzkumů ohledně molekulární biologie a morfologie embrya přeřazena mezi nižší dvouděložné do řádu leknínotvaré (Nymphaeales).
V minulosti byly rozlišovány 2 rody: Trithuria a Hydatella. Rod Hydatella byl popsán v roce 1904, rod Trithuria již v roce 1859. Později byly oba rody sloučeny do rodu Trithuria. Název čeledi Hydatellaceae náleží mezi tzv. nomina conservanda, která již při dalším vývoji taxonomie nepodléhají změnám.